# Rosa Stein
Rosa Stein (* 13. Dezember 1883 in Lublinitz/Oberschlesien; † 9. August 1942 im KZ Auschwitz-Birkenau) war eine leibliche Schwester der 1998 heiliggesprochenen Karmelitin Teresia Benedicta vom Kreuz (Edith Stein). Sie und die hl. Teresia Benedicta vom Kreuz wurden mit vielen anderen vom Judentum zur katholischen Kirche konvertierten Christen im Vernichtungslager Auschwitz-Birkenau ermordet.

## Leben

### Kindheit und Ausbildung
Rosa Stein wurde als eines von elf Kindern des Unternehmers Siegfried Stein und seiner Frau Auguste (geb. Courant) in eine jüdische Familie geboren. Vier ihrer Geschwister starben bereits in sehr jungen Jahren. 1890 siedelte die Familie nach Breslau über. Nachdem Siegfried Stein bereits 1893 bei einem Arbeitsunfall verstorben war, konnte die verwitwete Mutter dennoch allen Kindern eine solide Ausbildung ermöglichen. Eine Ausnahme bildete Rosa, die nach dem Abschluss des Viktorialyzeums lediglich zum Lernen im Haushalt für ein Jahr zu Verwandten nach Lublinitz geschickt wurde, um danach – wie schon seit 1897/98 – den mütterlichen Haushalt zu führen. Dort sorgte Rosa Stein sich um ihre heranwachsenden Geschwister, kümmerte sich später um im Haus ihrer Mutter lebende Nichten und Neffen und betreute schließlich ehrenamtlich Waisenkinder, die von der Stadt in Familienpflege untergebracht worden waren.

### Konversion und Taufe
Beeinflusst vom Glauben ihrer Schwester Edith suchte auch Rosa Stein den Kontakt zur katholischen Kirche. Sie begleitete ihre Schwester bei Besuchen in verschiedenen Klöstern und fasste Ende der 1920er Jahre den Entschluss, sich taufen zu lassen. Mit Rücksicht auf die Gefühle ihrer Mutter wartete Rosa zunächst noch mit der Taufe, traf jedoch nach dem Tod der Mutter 1936 die nötigen Vorbereitungen dazu und wurde im Dezember 1936 in Köln-Hohenlind durch die Taufe in die römisch-katholische Kirche aufgenommen.

### Verfolgung und Ermordung
Im Zuge der judenfeindlichen Maßnahmen des nationalsozialistischen Regimes wurde Rosa Stein als gebürtiger Jüdin die Betreuung der Waisenkinder entzogen. Rosa Stein lebte später als Gast im Karmel in Köln und betreute die Pforte. Nachdem ihre Schwester 1938 in den Karmel im niederländischen Echt übersiedelt war, folgte ihr Rosa nach einem Umweg über Belgien und lebte fortan als Klosterpförtnerin im Karmel. Sie trat nicht bei den Unbeschuhten Karmelitinnen ein, legte im Juni 1941 aber Versprechen als Mitglied des dritten Ordens Unserer Lieben Frau vom Berge Karmel ab.

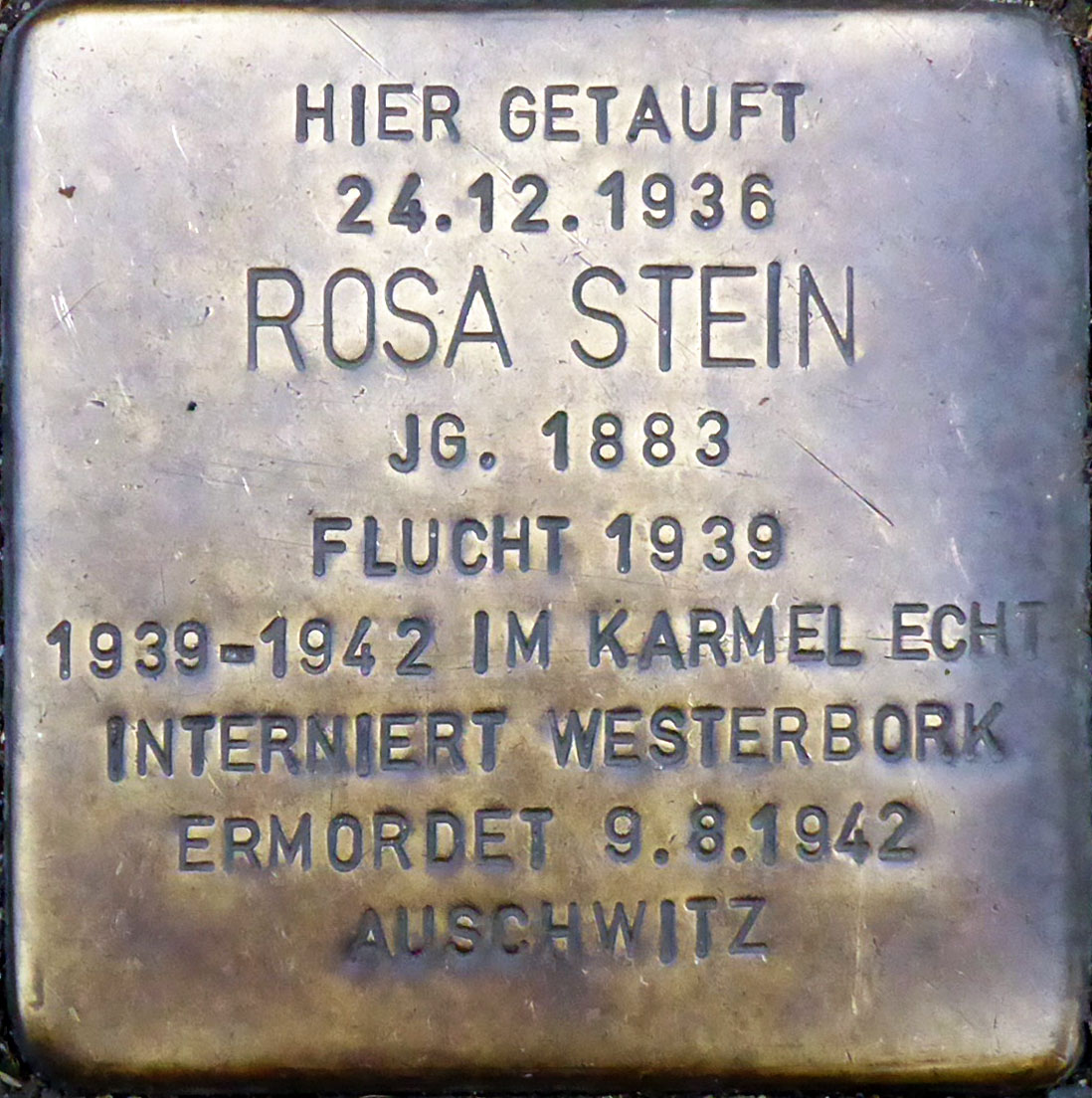
Stolperstein in der Werthmannstraße vor dem St. Elisabeth-Krankenhaus Köln-Hohenlind (2015)
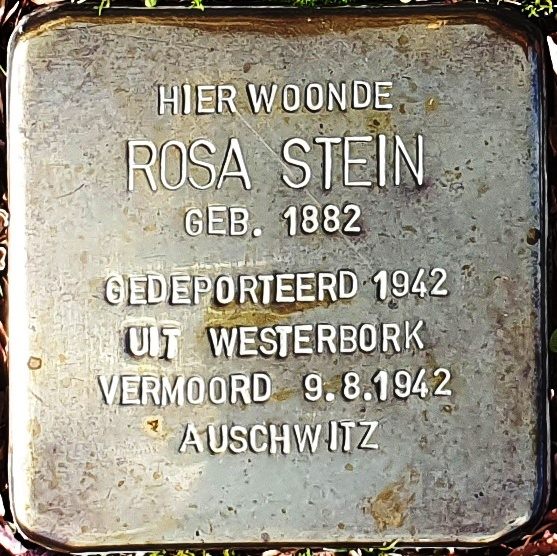
Stolperstein vor dem Karmelitinnenkloster in Echt-Susteren

Aufgrund einer Intervention bei Reichskommissar Arthur Seyß-Inquart bot dieser an, alle vor 1941 getauften Juden zu verschonen, wenn die Kirchen dies nicht öffentlich machen würden. Nachdem aber der katholische Erzbischof von Utrecht, Johannes de Jong, im Juli 1942 in einem Hirtenbrief das Vorgehen der Deutschen gegen die Juden angeprangert hatte, wurden als Reaktion darauf 244 zum Katholizismus konvertierte ehemalige Juden, darunter auch Rosa und Edith Stein sowie Lisamaria Meirowsky, am 2. August 1942 von der Gestapo verhaftet und über das Durchgangslager Amersfoort in das Durchgangslager Westerbork verbracht. Von dort aus schrieb Rosa am 4. August ihren letzten erhaltenen Brief. Am 7. August wurden die beiden Schwestern Stein mit der Reichsbahn in das Vernichtungslager Auschwitz-Birkenau deportiert und dort am 9. August 1942 in der Gaskammer ermordet. Es war Rosa und Edith Stein nicht mehr möglich, aus Echt in den Schweizer Karmel Le Pâquier zu fliehen. Anscheinend hatte der Konvent von Le Pâquier die Gefährdung nicht klar genug erkannt, so dass zu viel Zeit mit der Beschaffung der notwendigen Dokumente und der Unterkünfte verstrich.
Das Deutsche Martyrologium des 20. Jahrhunderts führt Rosa Stein als Glaubenszeugin auf.
Der Künstler Gunter Demnig verlegte zum Gedenken an Rosa Stein einen Stolperstein in der Werthmannstraße 1, Köln.